# 芳香环
芳香环是一类有机碳氫芳香化合物，简称芳环，概括了纯碳环与杂环两大类。若是成环的原子仅为碳，则特称为芳烃。
芳香环拥有共轭的平面环体系，原子间成键并不是不连续的单双键交替，而是被离域π电子云覆盖。典型的芳香环化合物是苯和吲哚。

## 分类

### 单环
简单的单环芳香化合物一般是五元环（如吡咯）或六元环（如吡啶），

### 多环与杂环
混合芳香环例如萘和嘌呤是简单环的合并，并共用它们连接的键。当环中有非碳元素的时候，简单的芳香环就变为了杂环。例如有氧、氮、硫。

## 含氮的芳香环
含氮的芳香环可以分为非碱性芳香环和碱性芳香环。
- 非碱性芳香环中，氮原子的孤对电子离域化并参与形成离域π电子云。此类化合物中的氮都与一个氢原子相连，例如吡咯和吲哚。
- 碱性芳香环中，氮原子贡献一个电子参与形成离域π电子云，氮原子的孤对电子则不参与芳香体系，此类含氮碱的碱性即由这个孤对电子所导致，成盐时可以从酸中接受一个氢离子，如同胺中的氮。此类化合物中的氮不与氢原子形成共价键。例子有：吡啶和喹啉。
- 多环化合物中，即便没有碱性氮原子，环也会显示碱性。例如咪唑和嘌呤。在酸性条件下，这些化合物质子化形成芳香阳离子（例：吡啶盐）

## 含氧和硫的芳香环
在有氧和硫的杂环中，杂环原子中的一对孤对电子参与形成离域π电子云（类似于非碱性含氮杂环），另外一对则延伸至环平面以外（类似于碱性含氮杂环），因此显碱性。

## 芳香性化合物的特性
- 分子必须构成环状
- 每一个原子必须有p轨域，并且每个p轨域必须是完全共轭
- 要么分子是平面的，要么满足同芳香性或莫比乌斯芳香性
- 分子必须有奇数对π电子，必须满足休克尔规则 (Hückel's rule)：（4n+2）个π电子，n为自然数

与之对比的是，有4n个π电子的分子是反芳香性的